# زونیا تسیمان
زونیا تسیمان (به آلمانی: Sonja Ziemann) (زاده ۸ فوریه ۱۹۲۶ - درگذشته ۱۷ فوریهٔ ۲۰۲۰) بازیگر آلمانی بود.
از فیلم‌های او می‌توان به روز هشتم هفته اشاره کرد.